# 辣椒炒肉

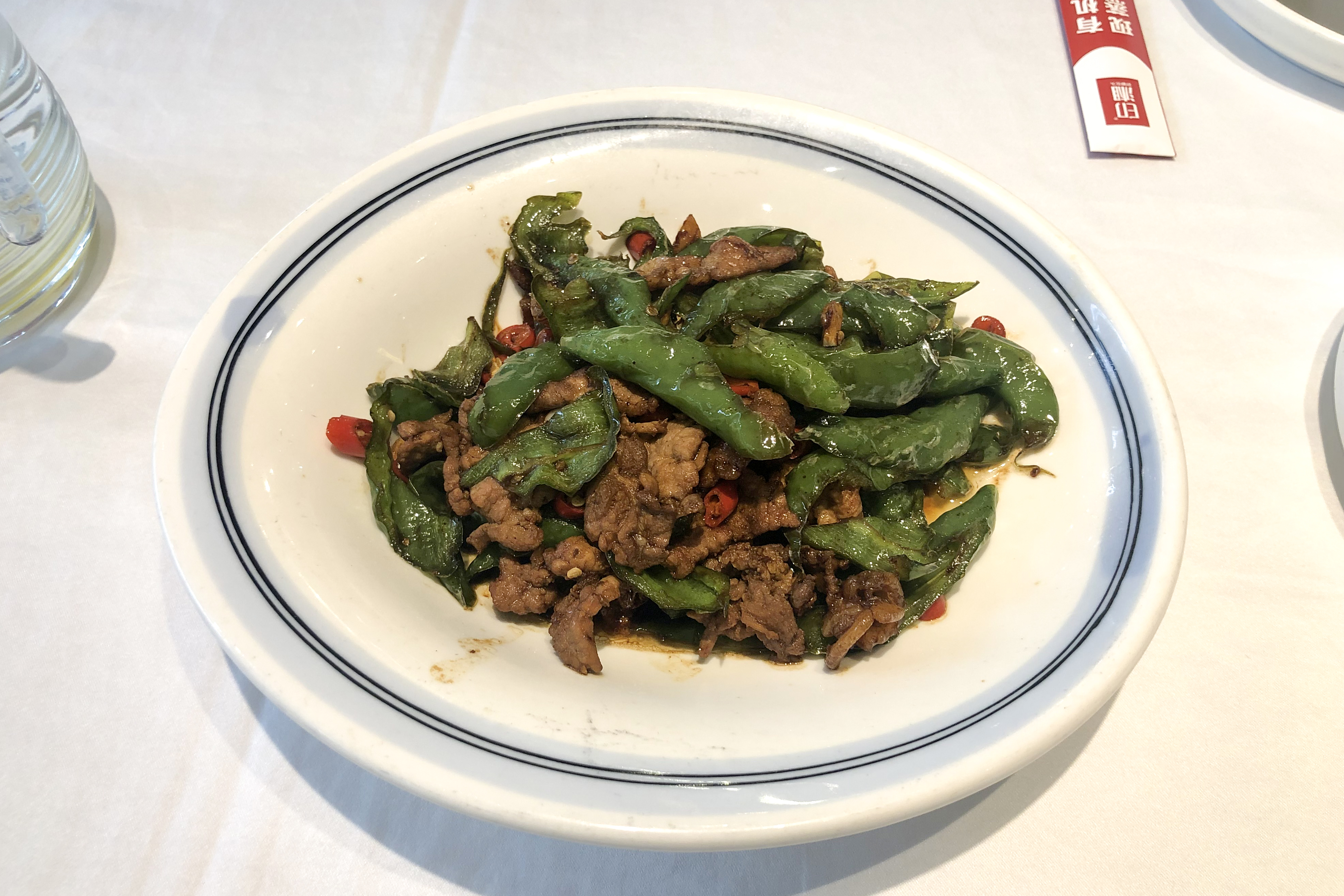
辣椒炒肉

辣椒炒肉是一种湘菜的常见菜品，由猪肉与辣椒炒制，味道辛辣，有驱寒开胃的效果，是一道全国范围内常见的炒菜。